# Sankt-Anna-Rundkirche von Kallósd

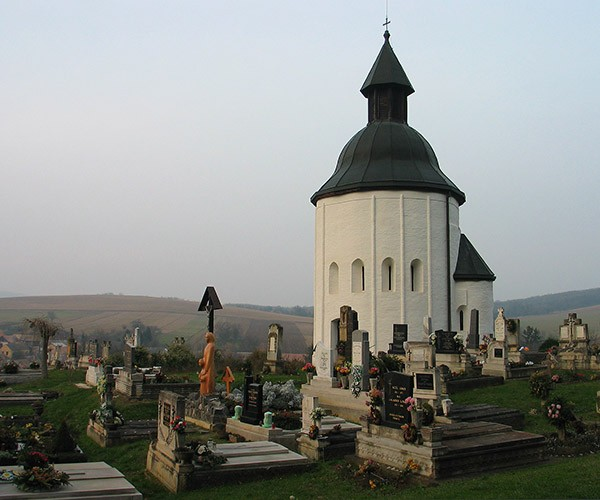
Sankt-Anna-Kirche

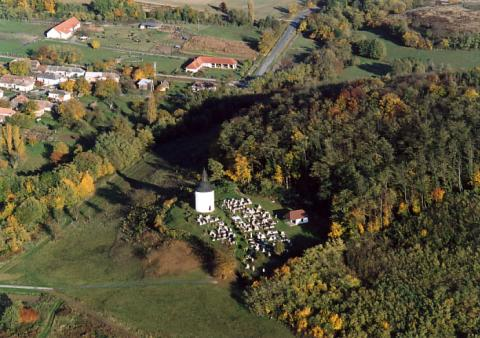
Luftaufnahme der Sankt-Anna-Kirche

Die Sankt-Anna-Kirche von Kallósd ist eine romanische Rundkirche aus dem späten 13. Jahrhundert im Dorf Kallósd, das im Komitat Zala im Westen Ungarns liegt. Die Rundkirche von Kallósd (ungarisch Kallósdi kerektemplom) wurde als Sippenkirche eines Kleinadligen unter der Dynastie der Árpáden errichtet und nach der 1686 beendeten Türkenherrschaft Mitte des 18. Jahrhunderts restauriert.

## Geschichte
Das einstige Krongut Kallósd, das zur Mosaburg gehörte, wurde nach 1203 vom Herrscher den Söhnen des Orosz von Komár geschenkt, dessen Enkel, Miklós, der Sohn von Karacs, nach 1263 die Pfarrkirche erbauen ließ. Vom 14. Jahrhundert an gehörte die Kirche zur Abtei von Kapornak. Im 17. Jahrhundert floh die Bevölkerung vor den Angriffen der Türken aus dem Dorf und die Kirche verfiel. Nach 1711 wurde das Dorf wieder bevölkert, die Kirche wurde aus dem Dickicht befreit und 1740 renoviert. Die wachsende Bevölkerung des Dorfes machte eine Erweiterung der Kirche durch einen Vorraum im Jahr 1800 notwendig. Dieser wurde während der Restaurierung durch das Denkmalamt zwischen 1989 und 1993 abgebaut, damit die Kirche wieder ihre ursprüngliche Form einer Rundkirche erhielt.

## Architektur
Die Sankt-Anna-Kirche gehört zu einer Reihe von Rundkirchen, die mit der Christianisierung im 10. und 11. Jahrhundert im östlichen Europa entstanden. In Ungarn blieben die Rundkirchen von Öskü und Szalonna erhalten. Hinzu kommen die Sonderformen einer Rundkirche mit einer Raumaufteilung als Sechspass (Sechs-Konchen-Anlage) in Karcsa und Kiszombor (alle ab 11. Jahrhundert). 
Auf dem steinernen Fundament der romanischen Kirche stehen Ziegelsteinmauern, die von einem glockenförmigen Dach aus Platten abgeschlossen werden. An die Rundkirche schließt auf der östlichen Seite eine niedrigere, halbkreisförmige Apsis an. Die Fassade der Kirche wird durch Lisenen (schmale und leicht hervortretende vertikale Verstärkungen der Wand) gegliedert. Neben dem Eingang auf der südwestlichen Seite befinden sich Rundbogenfenster in den Wandfeldern. Der kreisförmige Grundriss, die Lisenen, das Kranzgesims, die halbkreisförmige Apsis und die Kuppel zeugen von einem Baudenkmal der Romanik, das Mitte des 13. Jahrhunderts entstand.

## Nutzung
In den 1990er Jahren wurde neben dem Glockenturm in der Mitte des Dorfes eine neue Kirche gebaut. In der Rundkirche auf dem Friedhof, der sich auf dem Hügel südlich des Dorfes befindet, werden heute nur zu besonderen Angelegenheiten Messen gelesen und im Sommer von Juli bis August Konzerte veranstaltet. Als Wahrzeichen von Kallósd ist die Rundkirche auf dem Wappen des Dorfes zu erkennen.

## Festtage
- Kirmes: 26. Juli